# مريم فيلاسكو
مريم كلاريت فيلاسكو غارسيا، ولدت في 9 نوفمبر 1998 في كاراكاس، هي عارض وملكة جمال من فنزويلا. فازت بلقب ملكة جمال الأمم 2018.

## روابط خارجية
- www.miss-international.org